# Важка атлетика на літніх Олімпійських іграх 1980
Змагання з важкої атлетики на літніх Олімпійських іграх 1980 тривали з 20 до 30 липня в Палаці спорту Ізмайлово. Змагалися тільки чоловіки. Розіграно 10 комплектів нагород.

## Медальний залік
| Дисципліни   | Золото                       | Срібло                       | Бронза                         |
| ------------ | ---------------------------- | ---------------------------- | ------------------------------ |
| До 52 кг     | Канибек Осмоналієв · СРСР    | Хо Бон Чхоль · КНДР          | Хан Ґьон Сі · КНДР             |
| До 56 кг     | Даніель Нуньєс · Куба        | Юрік Саркісян · СРСР         | Тадеуш Дембончик · Польща      |
| До 60 кг     | Віктор Мазін · СРСР          | Стефан Димитров · Болгарія   | Марек Северин · Польща         |
| До 67,5 кг   | Янко Русев · Болгарія        | Йоахім Кунц · НДР            | Минчо Пашов · Болгарія         |
| До 75 кг     | Асен Златев · Болгарія       | Олександр Первій · СРСР      | Неделчо Колев · Болгарія       |
| До 82,5 кг   | Юрій Варданян · СРСР         | Благой Благоєв · Болгарія    | Душан Полячик · Чехословаччина |
| До 90 кг     | Петер Бачако · Угорщина      | Румен Александров · Болгарія | Франк Мантек · НДР             |
| До 100 кг    | Ота Заремба · Чехословаччина | Ігор Нікітін · СРСР          | Альберто Бланко · Куба         |
| До 110 кг    | Леонід Тараненко · СРСР      | Валентин Христов · Болгарія  | Дьордь Салаї · Угорщина        |
| Понад 110 кг | Султанбай Рахманов · СРСР    | Юрґен Гойзер · НДР           | Тадеуш Рутковський · Польща    |

## Таблиця медалей
| Місце               | Країна               | Золото | Срібло | Бронза | Загалом |
| ------------------- | -------------------- | ------ | ------ | ------ | ------- |
| 1                   | СРСР (URS)           | 5      | 3      | 0      | 8       |
| 2                   | Болгарія (BUL)       | 2      | 4      | 2      | 8       |
| 3                   | Куба (CUB)           | 1      | 0      | 1      | 2       |
| 3                   | Угорщина (HUN)       | 1      | 0      | 1      | 2       |
| 3                   | Чехословаччина (TCH) | 1      | 0      | 1      | 2       |
| 6                   | НДР (GDR)            | 0      | 2      | 1      | 3       |
| 7                   | Північна Корея (PRK) | 0      | 1      | 1      | 2       |
| 8                   | Польща (POL)         | 0      | 0      | 3      | 3       |
| Загалом (8 збірних) | Загалом (8 збірних)  | 10     | 10     | 10     | 30      |